# Oasi Grotte del Bussento
Le Grotte del Bussento sono un'oasi affiliata al WWF Italia di 607 ettari situata nel comunie di Morigerati in provincia di Salerno, all'interno del Parco nazionale del Cilento, Vallo di Diano e Alburni.

## Descrizione
Situata nel Cilento meridionale, l'oasi comprende un tratto del bacino idrografico del fiume Bussento.
Il centro visite si trova in Piazza Piano della Porta 17, a Morigerati.
La visita completa della zona dura circa 2 ore e comprende la visita ad un mulino ad acqua, attivo fino al 1960 circa, ad una grotta ed al fiumiciattolo.

## Fauna
All'interno dell'Oasi sono presenti diverse comunità di cinghiale, stimata dai Volontari dell'Oasi attorno alle 1.000 unità.
Sono inoltre presenti le volpi.
Sulle cime montuose circostanti sono inoltre stati avvistati i lupi. La loro presenza è tra l'altro confermata dalle incursioni notturne che ogni tanto i lupi compiono nelle fattorie della zona alla ricerca di cibo.